# 桑迪島 (奧克尼群島)
桑迪島是蘇格蘭的島嶼，位於北海海域，屬於奧克尼群島的一部分，長20公里、寬8.5公里，面積50.43平方公里，最高點海拔高度66米，2001年人口478。
59°15′N 2°34′W / 59.250°N 2.567°W